# Giampiero Gloder
Giampero Gloder, né le 15 mai 1958 à Asiago en Italie, dans la province de Vicence, est un prélat italien, diplomate du Saint-Siège, nonce apostolique en Roumanie et Moldavie (en) depuis février 2024.

## Biographie
Giampiero Gloder est ordonné prêtre par Filippo Franceschi le 4 juin 1983 pour le diocèse de Padoue dans la cathédrale de l'Assomption de Padoue. En 1990, il obtient une licence en droit canonique de l'Angelicum et en 1992 un doctorat en théologie dogmatique de la Grégorienne. Après son entrée au service diplomatique du Saint-Siège, le 1er juillet 1992, il devient secrétaire à la nonciature apostolique du Guatemala (en), où il demeure jusqu'en 1995 pour entrer à Rome à la section des affaires générales de la secrétairerie d'État. Il est promu secrétaire de première classe en 1997, puis conseiller de deuxième classe en 2001 et conseiller de première classe en 2005. Il est nommé chef de bureau pour les affaires spéciales en 2009. En plus de l'italien, Giampiero Gloder parle français, anglais et espagnol. Il est fait prélat d'honneur de Sa Sainteté en 2003.
Le 21 septembre 2013, le pape François le nomme évêque titulaire de Telde (de) et président de l'Académie pontificale ecclésiastique qui forme les futurs diplomates du Saint-Siège. Giampiero Gloder succède alors à Beniamino Stella. Le pape le consacre lui-même le 24 octobre suivant en compagnie de Jean-Marie Speich,. Les co-consécrateurs sont Antonio Mattiazzo, évêque de Padoue, et Jean-Pierre Grallet, archevêque de Strasbourg. Il choisit pour devise Sufficit tibi gratia mea.
En septembre 2014, Giampiero Gloder est membre de la Congrégation pour l'évangélisation des peuples. Le 20 décembre 2014, le pape le nomme vice-camerlingue de la Sainte Église romaine, Jean-Louis Tauran, étant le camerlingue.
Le 11 octobre 2019 il est nommé nonce apostolique à Cuba (en). 
Le pape François le nomme nonce apostolique en Roumanie et en Moldavie (en) le 23 février 2024.

## Publications
- (it) Carattere ecclesiale e scientifico della teologia in Paolo VI (dissertatio), 1994

## Distinctions
- Prélat d'honneur de Sa Sainteté, le 23 septembre 2003
- Commandeur de l'ordre du Mérite de la République italienne, le 5 février 2007